# Хинтонберг

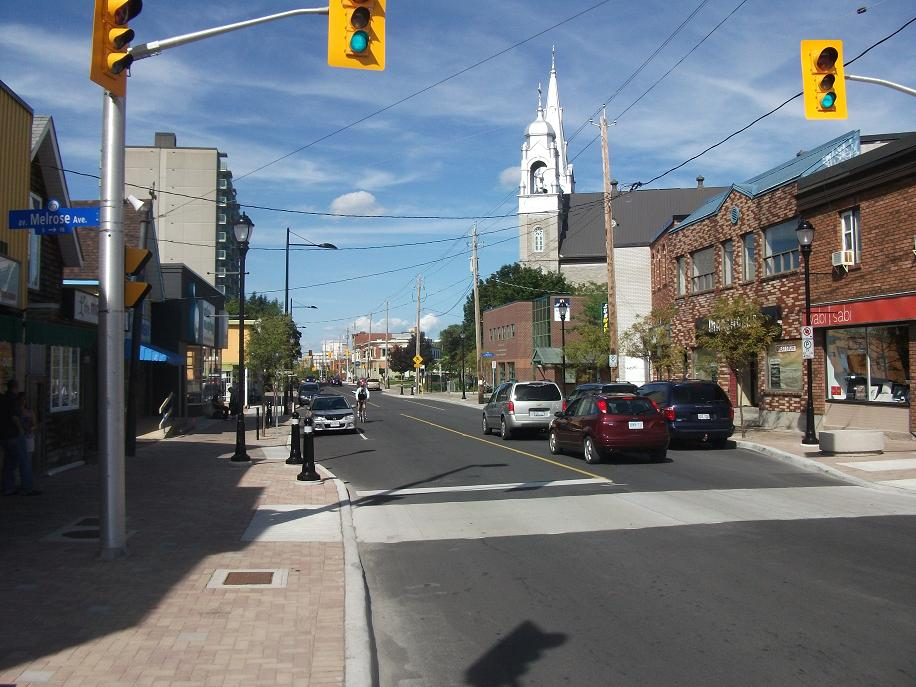
Западная Веллингтон-стрит в Хинтонбурге

Хинтонберг или Хинтонбург, англ. Hintonburg — район г. Оттава, Онтарио, Канада. Исторически это был преимущественно жилой район, населённый рабочим классом, с торговыми заведениями вдоль Западной Веллингтон-стрит, к западу от центральной части города. Здесь находится Фермерский рынок на Паркдейл-авеню.

## Границы
Восточной границей Хинтонбурга является линия внутригородской электрички (O-Train), идущая параллельно Престон-стрит и отделяющая Хинтонбург от расположенных к востоку районов Сентртаун-Уэст и Сомерсет-Хайтс. Северной границей является дорога скоростных маршрутой оттавского автобуса (transitway), проложенная на месте бывших путей железной дороги (en:Canadian Pacific Railway), идущая вдоль Скотт-стрит и отделяющая Хинтонбург от соседнего района Меканиксвилл. Южной границей является шоссе Квинсуэй (ранее на месте шоссе проходила железнодорожная линия компании en:Canadian National Railway), за которым располагается Городская больница. Западной границей является Холланд-авеню.

## Характеристика
Хинтонберг носит смешанный характер: здесь расположено множество как исторических зданий, так и современных.
В апрельском выпуске 2007 г. журнал enRoute отнёс Хинтонберг к 10 наиболее динамично развивающимся городским районам всей Канады. В том же месяце журнал Ottawa Magazine заявил, что одной из причин привлекательности района является его квартал искусств QUAD, что является сокращением от фр. Quartier des artistes, «квартал людей искусства». Этот квартал возник в 2003 г. С 2006 г. ряд галерей были открыты вблизи от Паркдейлского рынка.
С 2005 г. в районе ежегодно проводится фестиваль «Парк искусств» (ArtsPark) на территории Паркдейлского рынка, здесь выступают музыканты и демонстрируют свои работы художники. В Хинтонберге на Фермонт-авеню находится Театральное общество «Орфей» (en:Orpheus Musical Theatre Society), ставящее спектакли в Сентрпойнтском театре (en:Centrepointe Theatre) в Непине. В начале 21 в. на углу Холланд-стрит и Веллингтон-стрит был основан театр Большой канадской театральной компании (en:Great Canadian Theatre Company, GCTC).
В районе издаётся газета The Kitchissippi Times.